# Oscar juvenil
L'Oscar juvenil (en anglès: Academy Juvenile Award) fou un premi especial que atorgà l'Acadèmia de les Arts i les Ciències Cinematogràfiques entre els anys 1934 i 1960 de forma discontínua. L'objectiu era reconèixer específicament els artistes juvenils menors de divuit anys per les seves "contribucions destacades a l'entreteniment en pantalla".
El trofeu era una versió en miniatura del premi Oscar.

## Història
Els Premis de l'Acadèmia, atorgats per primera vegada el 16 de maig de 1929, no van tenir cap premi especial per als actors juvenils. De fet, Jackie Cooper fou el primer actor infantil en ser nominat a millor actor l'any 1931 pel seu paper a Skippy, si bé perdé davant de Lionel Barrymore. Reconeixent que els nens podrien situar-se en un desavantatge injust amb els seus homòlegs adults en les categories de millor actor/actriu principal, i sense haver-se creat encara els premis a millors secundaris, l'Acadèmia va veure la necessitat d'establir un "Premi especial" honorífic creat específicament per reconèixer als menors menors de divuit anys pel seu treball en el cinema.

## Guardonats amb el premi
| Oscar juvenil     | Oscar juvenil      | Oscar juvenil          | Oscar juvenil |
| Any               | Receptor           | Edad en rebre el premi | Motiu |
| ----------------- | ------------------ | ---------------------- | --- |
| 1934 (7a edició)  | Shirley Temple     | 6 anys, 310 dies       | en reconeixement agraït de la seva destacada contribució a l'entreteniment durant l'any 1934                                                                                        |
| 1938 (11a edició) | Deanna Durbin      | 17 anys, 81 dies       | per la seva contribució significativa a portar a la pantalla l'esperit i la personificació de la joventut, i com a actors joves establint un alt nivell de capacitat i el rendiment |
| 1938 (11a edició) | Mickey Rooney      | 18 anys, 153 dies      | per la seva contribució significativa a portar a la pantalla l'esperit i la personificació de la joventut, i com a actors joves establint un alt nivell de capacitat i el rendiment |
| 1939 (12a edició) | Judy Garland       | 17 anys, 264 dies      | per les seves interpretacions juvenils realitzades durant l'any anterior. |
| 1944 (17a edició) | Margaret O'Brien   | 8 anys, 59 dies        | com a actriu infantil més destacada de 1944 |
| 1945 (18a edició) | Peggy Ann Garner   | 14 anys, 32 dies       | com a actriu infantil més destacada de 1945 |
| 1946 (19a edició) | Claude Jarman, Jr. | 12 anys, 167 dies      | com a actor infantil més destacada de 1944 |
| 1948 (21a edició) | Ivan Jandl         | 12 anys, 59 dies       | per la seva interpretació juvenil a The Search |
| 1949 (22a edició) | Bobby Driscoll     | 13 anys, 20 dies       | com a actor infantil més destacat de 1949 |
| 1954 (27a edició) | Jon Whiteley       | 10 anys, 39 dies       | per la seva destacada actuació juvenil a The Little Kidnappers. |
| 1954 (27a edició) | Vincent Winter     | 7 anys, 91 dies        | per la seva destacada actuació juvenil a The Little Kidnappers. |
| 1960 (33a edició) | Hayley Mills       | 14 anys, 364 dies      | per Pollyanna, l'actuació juvenil més destacada de 1960 |